# Schurawitschy
Schurawitschy (belarussisch Журавічы; russisch Журавичи, Schurawitschi) ist der Name einer Ortschaft im Südosten von Belarus in der Homelskaja Woblasz. Schurawitschy liegt auf etwa halbem Weg und wenige Kilometer östlich der Verbindungsstraße Europastraße 95 (E95) zwischen den Städten Mahiljou und Homel und etwa 20 Kilometer nordwestlich von Karma.

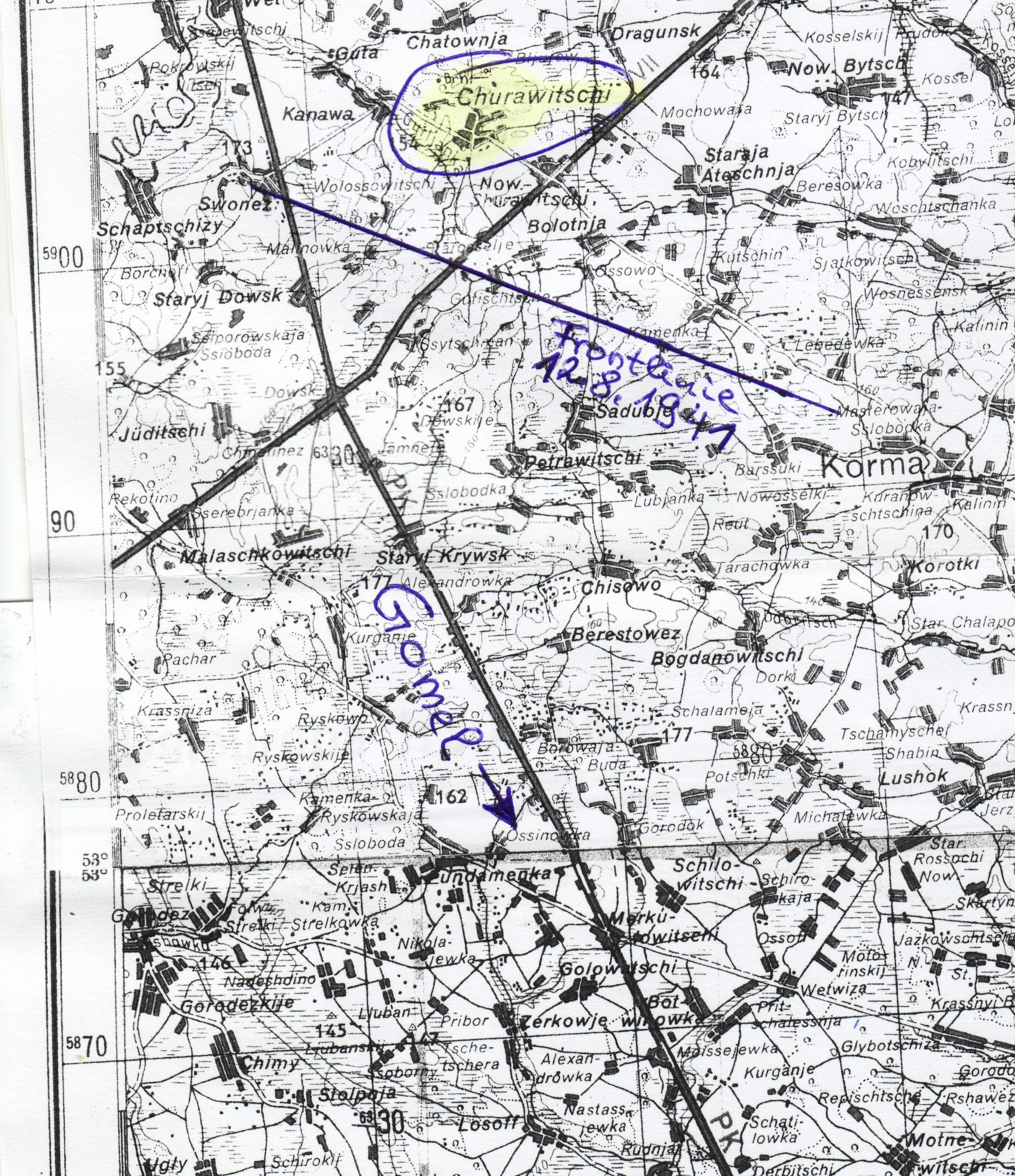
Karte zum Frontverlauf

## Geschichte
Schurawitschy wurde erstmals im 15. Jahrhundert erwähnt. Bei der ersten Teilung Polens im Jahre 1772 wurde das Dorf in das Russische Reich eingegliedert.
Zu Beginn des 20. Jahrhunderts lebten in Schurawitschy ungefähr 1.600 Juden, etwa 60 % der Einwohner. Während der Sowjetzeit beherbergte das Stetl eine jiddische Schule. Im Russlandfeldzug 1941 besetzte die deutsche Wehrmacht das Dorf am 14. August 1941. Die jüdische Bevölkerung wurde unter anderem zum Tragen des Judensterns gezwungen und in einem Ghetto konzentriert, wo sie zur Zwangsarbeit eingesetzt wurden. Im Dezember 1941 wurden 72 Juden aus dem Ghetto ermordet. Am 1. Januar 1942 wurden alle übrigen Bewohner des Ghettos von Deutschen und belarussischen Polizisten im nahegelegenen Flusslauf ermordet.
Am 17. August 1941 war Schurawitschy Standort des Feldlazaretts 112 sowie Standort des motorisierten Feldlazaretts 1/582 der deutschen Wehrmacht.

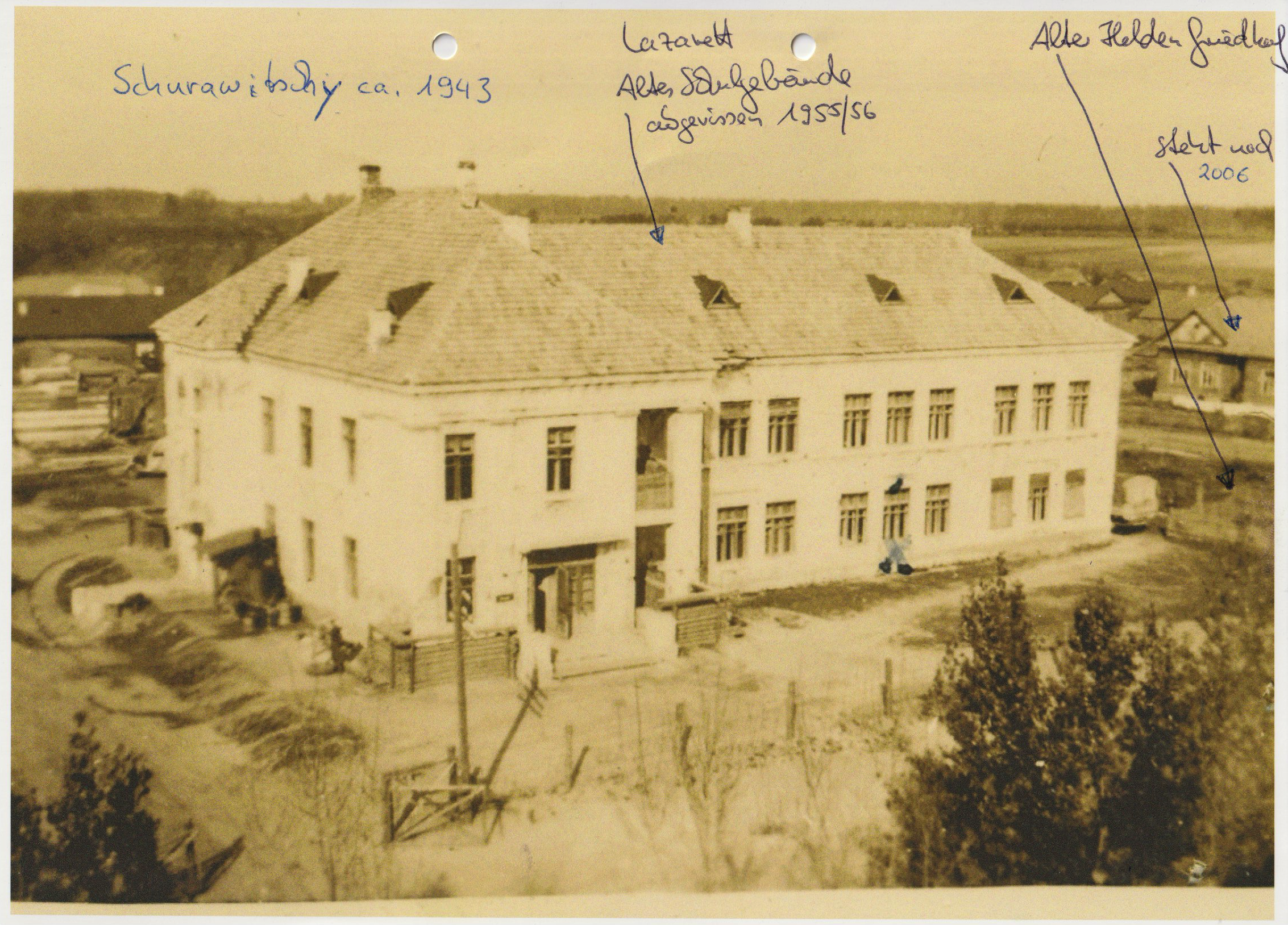
Altes Schulgebäude von Schurawitschi (später Lazarett), 1956 abgerissen.

Nach Angaben der Deutschen Dienststelle für die Benachrichtigung der nächsten Angehörigen von Gefallenen der ehemaligen deutschen Wehrmacht vom 4. März 2005 wurden gefallene deutsche Soldaten im Park des Städtchens Schurawitschy beigesetzt.
Der Volksbund Deutsche Kriegsgräberfürsorge e. V. kommentiert am 23. Februar 2006, dass diese Grablage in Schurawitschy bisher nicht bekannt sei. Ferner sei nicht bekannt, ob die Grablage heute noch oberirdisch erkennbar ist (Vorgangs Nr. 764616/ Belarus). In seinen Reiseberichten Reise nach Zhurawitchi (2006) kommt Arnold Weers zu dem Ergebnis, dass keinerlei Grablagen mehr oberirdisch erkennbar seien. Danach ist das ehemalige Schulgebäude (Lazarett) neben dem deutschen Soldatenfriedhof im Jahr 1956 abgerissen und durch einen Schulneubau daneben ersetzt worden.

## Kontamination durch Tschernobyl
Gemäß offizieller Festlegung der Zonen radioaktiv kontaminierter Gebiete in Belarus handelt sich um ein Gebiet mit dem „Recht auf Umsiedlung“. Nach Augenzeugenberichten des Arbeitskreises Humanitäre Projekte e. V. aus dem Jahr 2005 sind in der Region Karma (nahe Schurawitschy) „[…]allein 40 Dörfer von der Reaktorkatastrophe in Tschernobyl betroffen. Alle diese Dörfer mussten evakuiert werden, fast immer ohne Vorankündigung und innerhalb von Stunden unter Zurücklassung des gesamten persönlichen Hab und Gut. Die meisten dieser Dörfer sind mittlerweile zerstört worden[…]“
Nach Angaben der Strahlungskarte radioaktiv belasteter Territorien in Belarus, Russland und der Ukraine 1986 beträgt die Belastung an 137Cs in der Region um Schurawitchy zwischen 5 und 15 Ci/km².

## Söhne und Tochter des Ortes
- Sofja Belkina (1908–1989), sowjetische Geologin
- Friedrich Neznansky (1932–2013), russischer Schriftsteller